# Straczekita
La straczekita és un mineral de la classe dels òxids que pertany i dona nom al grup de la straczekita. Rep el nom en honor a John A. Straczek, geòleg en cap de la Union Carbide Corp., «qui va fer possible l'estudi» de la seva publicació.

## Característiques
La straczekita és un òxid de fórmula química (Ca,K,Ba)(V5+,V4+)₈O20·3H₂O. Va ser aprovada com a espècie vàlida per l'Associació Mineralògica Internacional l'any 1983, sent publicada per primera vegada el 1984. Cristal·litza en el sistema monoclínic. La seva duresa a l'escala de Mohs es troba entre 1 i 2.
Segons la classificació de Nickel-Strunz, la straczekita pertany a «04.HE: Filovanadats» juntament amb els següents minerals: melanovanadita, shcherbinaïta, hewettita, metahewettita, bariandita, bokita, corvusita, fernandinita, häggita, doloresita, duttonita i cavoïta.

## Formació i jaciments
Va ser descoberta a la mina Union Carbide, que es troba a la localitat de Wilson Springs, al comtat de Garland (Arkansas, Estats Units). També ha estat descrita a altres dues mines situades als també estats estatunidencs d'Arizona i Utah, així com a les escombreres de Lichtenberg Absetzer, al dipòsit d'urani de Ronneburg (Turíngia, Alemanya).